# Dolichopeza (Nesopeza) ballator
Dolichopeza (Nesopeza) ballator is een tweevleugelige uit de familie langpootmuggen (Tipulidae). De soort komt voor in het Oriëntaals gebied.